# ERuby
eRubyとは、Rubyの周辺技術の一つで、HTMLへRubyスクリプトを埋め込む事を可能とする技術である。embedded Rubyの略。ERBとも表記され、ファイル拡張子も.erbである事が多い。対象としてはHTMLだけでなく、任意のプレインテキストに適用できる。Ruby on RailsのMVCの内で、Viewの開発言語にも採用されている。
元々まつもとゆきひろの構想とePerlの実装を基にした議論から、関将俊が開発した。Ruby 1.8以降のバージョンでは、Ruby処理系の標準ライブラリとして同梱されるようになった。また、前田修吾によるC実装によるeRuby処理系も開発されている。

## 概要
従来、RubyでCGIなどを作成するとき、HTML部分を記述するにはprint（もしくはputs）によってそのコードを記述していかなければならなかった。しかし、HTMLのタグを書く毎にprint文を記述するのは非常に手間がかかり、修正する場合にも多大な労力を必要としてしまうことが多い。
さらにこの方式では、CGIやWEBアプリケーションを作成しようとしたとき、プログラマーとWEBデザイナーの分離が難しく、またDreamweaverなどのWEBオーサリングツールの利用も不可能となってしまう。
そこで考え出されたのが、HTML埋め込み型の処理系であるPHPに似た文法で、HTMLにRuby文を埋め込む実装である。こうして考え出されたのが、eRubyである。

## 文法
HTMLファイルの中に<%...%> （もしくは、<%=...%>。こちらは、<%print ...%>の省略形である）の記号で囲った空間があれば、そこをRubyが書かれた部分として認識する。
```
<
html
>

<
head
>

<
title
>
eRuby
</
title
>

</
head
>

<
body
>

<
p
>
<%
 
Rubyコード1
 
%>
</
p
>

<
p
>
<%
 
Rubyコード2
 
%>
</
p
>

<
p
>
<%
 
Rubyコード3
 
%>
</
p
>

</
body
>

</
html
>

```

以上のように<%...%>と記述した箇所で、Rubyの命令が実行可能となる。それ以外の場所では、通常のHTML文が表示され、PHPと似た記述が可能となる。

## その他の実装
Rubyの標準添付ライブラリのERB以外にも、ERBの実装が存在する。
Erubis
ERBより高速なことを特徴とする。Ruby on Rails 5.0まで採用されていた。
Erubi
Erubisより高速であることを特徴とする。Ruby on Rails 5.1以降、採用されている。